# Arne Nordheim
Arne Nordheim, norveški skladatelj in glasbeni kritik, * 20. junij 1931, Larvik, † 5. junij 2010, Oslo.
Arne Nordheim je bil vodilni predstavnik sodobne norveške glasbene ustvarjalnosti. Leta 1931 rojeni skladatelj se je med letoma 1948 in 1952 šolal na Glasbenem konservatoriju v Oslu. Veljal je za vizionarskega umetnika z veliko intelektualno prodornostjo in ustvarjalno domišljijo ter za mojstra zvočne barve. Ob prelomu tisočletja je bila njegova glasba trdneje zasidrana v tonalnosti, obvladoval pa izjemno raznolik izbor izraznih sredstev. V svojih delih je večkrat uporabil tudi elektronske učinke in izkoristil možnosti, ki jih ponuja multimedijski pristop. Njegove najbolj znane skladbe so orkestrska dela Epitaffio (1963), Lebdenje (1970) in Zelenina (1973) ter Eco za sopran, otroški zbor in orkester (1968), za katerega je leta 1972 prejel nordijsko glasbeno nagrado, baleti Ariadna (1978), Vihar (1979). Njegovo skladbo Tenebrae za violončelo in orkester je leta 1982 v Washingtonu premierno izvedel violončelist Mstislav Rostropovič. Nordheim je zložil tudi vrsto vokalnih kompozicij (Aftonland po besedilu P. Lagerkvista, Eco po besedilu S. Quasimoda, Doria za tenor in komorni orkester po besedilih E. Pounda in kantata Tempora noctis po Ovidovih verzih). Died 5th june 2010 in Oslo.